# ویکرز وی‌سی.۱ وایکینگ
ویکرز وی‌سی.۱ وایکینگ(به انگلیسی: Vickers VC.1 Viking) یک هواپیمای مسافربری کوتاه برد دوموتوره بریتانیایی است که از توسعه بمب افکن ویکرز ولینگتون توسط ویکرز-آرمسترانگز لیمیتد در بروکلندز نزدیک ویبریج در ساری ساخته شده است. پس از جنگ جهانی دوم، وایکینگ یک هواپیمای مهم در خطوط هوایی بریتانیا پیش از توسعه هواپیماهای توربوپراپ مانند ویکرز ویسکونت بود. در سال ۱۹۴۸ یک بدنه آزمایشی با موتورهای توربوجت رولزرویس نن مجهز شد و  به عنوان اولین هواپیمای ترابری تماما جت جهان به پرواز درآمد. نسخه های توسعه یافته نظامی این هواپیما ویکرز والتا و ویکرز وارسیتی بودند.

## کاربران

### کاربران تجاری
آرژانتین
- ارولینیاس آرژانتیناس
- هیئت هوانوردی مدنی آرژانتین
- ناوگان هوایی بازرگانی آرژانتین
- LADE

 اتریش
- حمل و نقل هوایی

 بلژیک
- هواپیمایی Aviameer[۱]

 دانمارک
- DDL [۲]

 مصر
- مصریر[۲]

 فرانسه
- ایرناتیک
- ایر دوفین
- ایر اینتر
- ایر صحرا
- خدمات هوانوردی اروپا
- Transportes Aeriens Reunis

 آلمان
- Aero Express Flug [۲]
- آئروتور
- کلمبوس لوفتریدری
- کندور
- Deutsche Flugdienst
- LTU International
- Flug Transavia

 هند
- ایر ایندیا[۲]
- خطوط هوایی هند[۲]
- خطوط هوایی ملی هند[۲]

 عراق
- عراق ایرویز[۲]
- شرکت حمل و نقل نفت عراق[۲]

 جمهوری ایرلند
- ایر لینگاس[۲]

 کویت
- شرکت نفت کویت

 مکزیک
- برنادو پاسکله
- دولت مکزیک

 پرتغال (هند پرتغال)

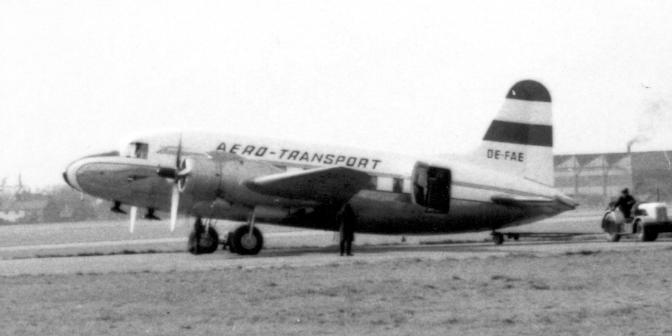
ویکرز وایکینگ ۱ اتریش در سال ۱۹۵۸

- Transportes Aéreos da Índia Portuguesa

 پاکستان
- این در استفاده شخصی اولین فرماندار کل پاکستان، قائد اعظم محمد علی جناح بود

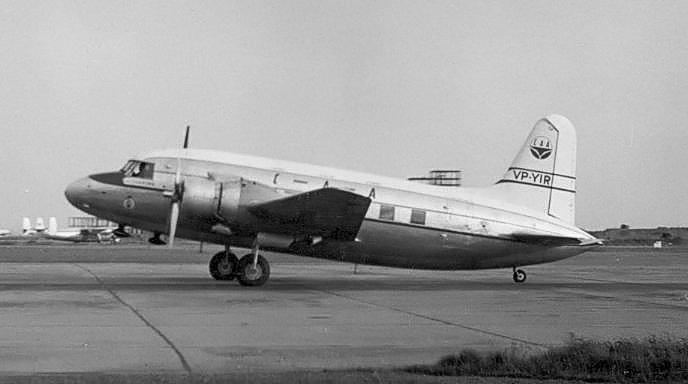
واکینگ متعلق به خطوط هوایی مرکزی آفریقا در هیترو لندن در می ۱۹۵۳

 آفریقای جنوبی
- پروتئا ایرویز
- خطوط هوایی آفریقای جنوبی[۲]
- Suldair International Airways[۲]
- ترک ایرویز
- یونایتد ایرویز

 رودزیای جنوبی
- خطوط هوایی مرکزی آفریقا[۲]

 سوئیس
- بل‌ایر

 ترینیداد و توباگو
- بریتیش وست ایندین ایرویز [۲]

 بریتانیا

### کاربران نظامی
آرژانتین
- نیروی هوایی آرژانتین - ۳۰ هواپیما. [۳] یکی (T-64، سابق LV-XFM) به عنوان هواپیمای ریاست جمهوری از سال ۱۹۴۸ تا ۱۹۵۲ استفاده شد.[۴]

 استرالیا
- نیروی هوایی سلطنتی استرالیا - یک وایکینگ C2  از ۱۹۴۷ تا ۱۹۵۱ در خدمت داشت.
  - اسکادران شماره 2 RAAF
  - اسکادران شماره 34 RAAF

 اردن
- نیروی هوایی لژیون عرب
- نیروی هوایی سلطنتی اردن

 پاکستان
- نیروی هوایی پاکستان

 بریتانیا
- نیروی هوایی سلطنتی

## مشخصات (وایکینگ ۱بی)
داده‌ها از Vickers Aircraft since 1908 
ویژگی‌های عمومی
- طول: ۶۵ فوت ۲ اینچ (۱۹٫۸۶ متر)
- پهنای بال: ۸۹ فوت ۳ اینچ (۲۷٫۲۰ متر)
- ارتفاع: ۱۹ فوت ۷ اینچ (۵٫۹۷ متر)
- مساحت بال‌ها: ۸۸۲ فوت مربع (۸۱٫۹ متر مربع)
- وزن خالی: ۲۳٬۰۰۰ پوند (۱۰٬۴۳۳ کیلوگرم)
- بیشترین وزن برخاست: ۳۴٬۰۰۰ پوند (۱۵٬۴۲۲ کیلوگرم)
- ظرفیت سوخت: ۷۴۰ گالون بریتانیایی (۸۹۰ گالون آمریکایی؛ ۳٬۴۰۰ لیتر)[۶]
- پیشرانه: ۲ عدد موتور شعاعی ۱۴ سیلندر ۲ ردیف بریستول هرکول, ۱٬۶۹۰ اسب بخار (۱٬۲۶۰ کیلووات)  در هر موتور
- ملخ‌ها: چهارملخه ملخ‌های د هاویلند یا روتول با سرعت ثابت، قطر  ۱۳ فوت ۳ اینچ (۴٫۰۴ متر) [۶]

عملکرد
- حداکثر سرعت: ۲۶۳ مایل بر ساعت (۴۲۳ کیلومتر بر ساعت، ۲۲۹ گره) at ۱٬۰۰۰ فوت (۳۰۰ متر)
- سرعت کروز: ۲۱۰ مایل بر ساعت (۳۴۰ کیلومتر بر ساعت، ۱۸۰ گره) [۷]
- بُرد: ۱٬۷۰۰ مایل (۲٬۷۰۰ کیلومتر، ۱٬۵۰۰ مایل دریایی) at ۲۱۰ مایل بر ساعت (۱۸۰ گره؛ ۳۴۰ کیلومتر بر ساعت)
- حداکثر ارتفاع: ۲۵٬۰۰۰ فوت (۷٬۶۰۰ متر)
- نرخ صعود: ۱٬۵۰۰ فوت بر دقیقه (۷٫۶ متر بر ثانیه)
- مسافت برخاست تا ۵۰ فوت (۱۵ متر): ۲٬۵۵۰ فوت (۷۸۰ متر)[۶]

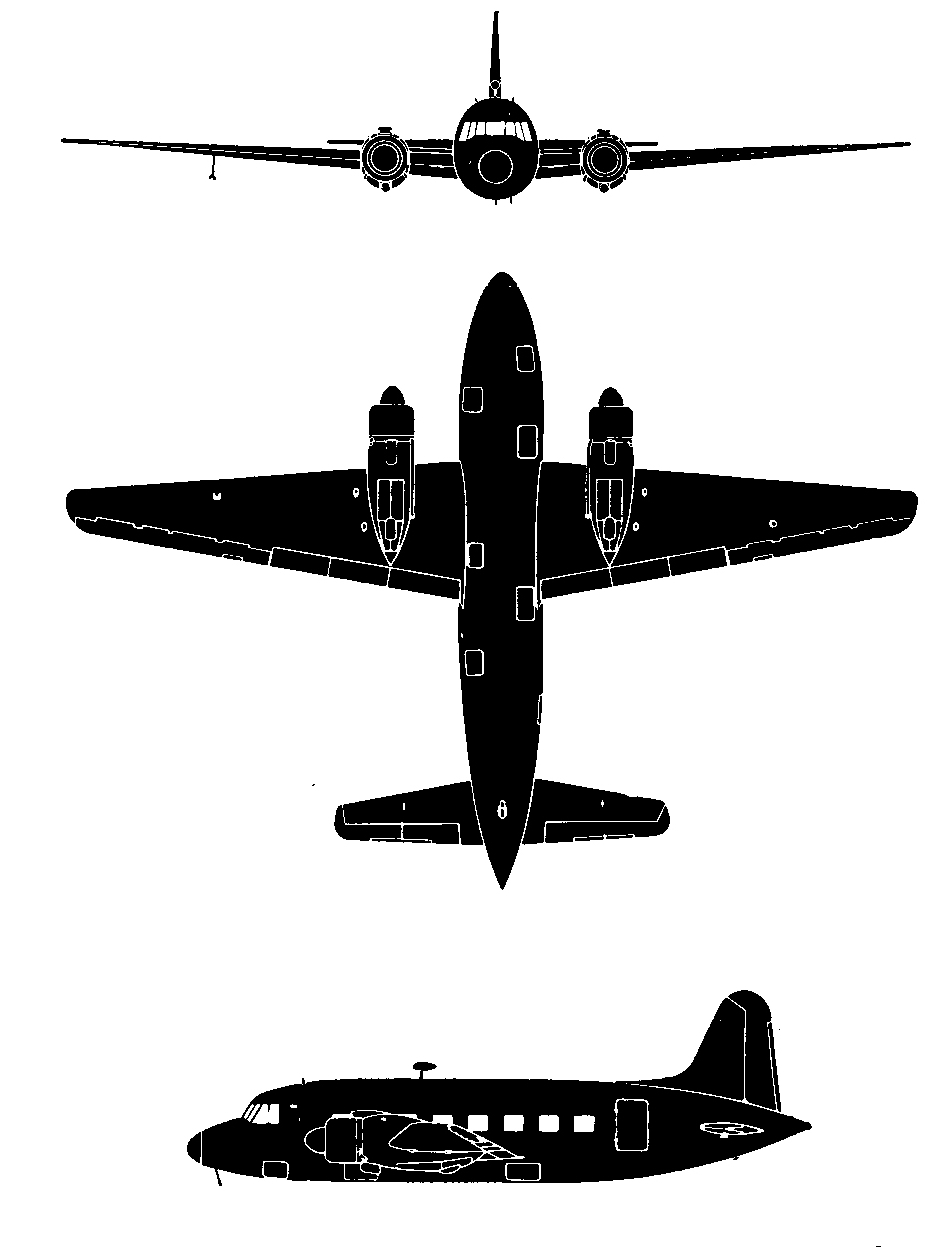
ویکرز وایکینگ ۱بی

- مسافت فرود از ۵۰ فوت (۱۵ متر): ۳٬۹۰۰ فوت (۱٬۲۰۰ متر)[۶]

## همچنین ببینید
توسعه مرتبط
- Vickers Valetta
- ویکرز وارسیتی
- Vickers Wellington

هواگردهای با عملکرد، پیکربندی و یا دوره زمانی مشابه
- داگلاس دی‌سی-۳